# Toussaint Louverture
François-Dominique Toussaint Louverture (), znan tudi kot Toussaint Bréda in Toussaint-Louverture, francoski vojskovodja beninskega porekla, guverner kolonije Saint Domingue, vodja Haitijske vstaje, * okoli 1743, † 7. april 1803, Fort-de-Joux.
Louverture je bil vodja Haitijske vstaje. Svoje vojaško znanje in politično bistroumnost je izkoristil za ustanovitev Haitija, prve samostojne države črncev, pri čimer je celotno takratno črnsko družbo prelevil iz sužnjev v svobodno in neodvisno ljudstvo.  Uspeh Haitijske vstaje je odmeval vseskozi takratni svet velesil Novega sveta, katerih gospodarstvo je temeljilo na suženjstvu.
Svojo vojaško pot je Louverture pričel leta 1791 med suženjsko vstajo v francoski koloniji Saint Domingue. Sprva je bil zaveznik Špancev in njihove sosednje kolonije Santo Domingo, a je, ko so ukinili suženjstvo, hitro prestopil k Francozom. Sčasoma je s pomočjo spretnih vojaških manevrov, s katerimi je pregnal britanske osvajalce, in vojaško-političnega udejstvovanja, s katerim si je podredil svoje nasprotnike, prevzel nadzor nad celotnim otokom Hispaniolo. Med svojo vladavino se je zavzemal za izboljšanja gospodarske rasti in varnosti Saint Dominguea, obnovil plantažni sistem, v katerega je vpeljal neplačano delo, trgoval z Britanci in Združenimi državami Amerike ter ustvaril mnogoštevilčno in disciplinirano vojsko.
Leta 1801 je za kolonijo razglasil avtonomistično ustavo, s katero je postal doživljenjski guverner. Leto kasneje je zaradi vdora francoskih sil, ki jih je poslal sam Napoleon Bonaparte, moral odstopiti, v koloniji pa so oblast ponovno prevzeli Francozi, ki so ga s sabo odpeljali v njihovo matično domovino, kjer je leta 1803 umrl. Haitijsko vstajo je nadaljeval njegov poročnik Jean-Jacques Dessalines, ki je leta 1804 razglasil neodvisnost kolonije.